# Mlilir (Gubug)
Mlilir is een bestuurslaag in het regentschap Grobogan van de provincie Midden-Java, Indonesië. Mlilir telt 3528 inwoners (volkstelling 2010).